# Langscheid
Langscheid là một đô thị ở huyện Mayen-Koblenz bang Rheinland-Pfalz, phía tây nước Đức. Đô thị Langscheid có diện tích 2,54 km².